# Johanna Vergouwen

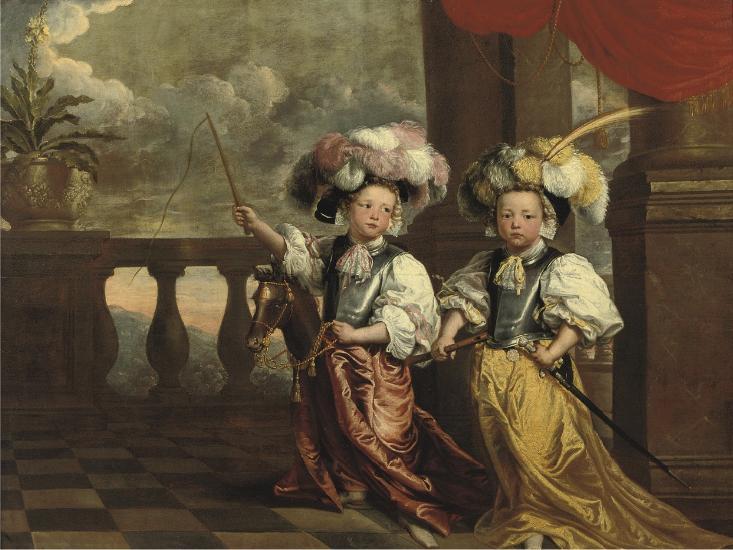
Twee jongens verkleed als ridders (1668)

Johanna Vergouwen (of Jeanne Vergouwen) (Antwerpen 1630, - aldaar, 11 maart 1714) was een Brabantse kunstschilderes.
Ze was de dochter van de Vlaamse schilder-decorateur Louis Vergouwen (overleden in 1659) en van zijn vrouw Maaike Verwerff, dochter van een andere schilder Hans Verwerff; haar zus Maria trouwde Michiel Immenreat.
Ze studeerde met Balthazar van den Bossche en Lucas van Uden.

## Werk
- Portret van tweeling met houten paarden[1], olieverf op doek, 1668, Christie's, Amsterdam, 6 mei 2008, 120 250 €, n° 180. (verkocht)
- Simson en Delila van Van Dyck (kopie), 1673 Ciudad de México, Museo Nacional de San Carlo.
- Portret van een beeldhouwer, Paris, 14 juni 1954 (verkocht)